# 名古屋臨海高速鉄道1000形電車
名古屋臨海高速鉄道1000形電車（なごやりんかいこうそくてつどう1000がたでんしゃ）は、名古屋臨海高速鉄道に在籍する直流通勤形電車である。
2004年（平成16年）10月の西名古屋港線（あおなみ線）開業に伴い投入された。

## 概要
西名古屋港線（あおなみ線）開業前となる2004年4月19日 - 6月10日付で、4両編成8本（32両）が日本車輌製造で新製された。
車体や内装、空調など、接客設備は全く異なるものの、台車・制御装置・主電動機など走行装置に関しては、東海旅客鉄道（JR東海）の313系とほぼ同一のものが用いられている。これは、同社が名古屋臨海高速鉄道に出資していること、定期検査を同社に委託していること（後述）などから、技術協力が行われ、共通の仕様となっている。

### 車体
片側3扉の日車式ブロック工法の4両固定編成のステンレス製軽量車体で、全体的に製造価格の低減を図っている。車体のカラーリングは側窓横（戸袋部）に名古屋臨海高速鉄道のシンボルカラーの「バイオレットブルー」、さらに水色を配している。ドア間にある2つの側窓間は黒色として名古屋臨海高速鉄道のシンボルマークを配置するほか、側窓上部には車両番号表記と「あおなみ線」、「Aonami Line」の路線表記がある。
将来の旅客需要増加を考慮して、中間車2両を増結した6両編成にできるよう設計されている。連結器は密着自動連結器を用いている。
側窓は熱線吸収・紫外線をカットするグリーン着色ガラスを使用しており、遮光用カーテンは省略された。扉間は固定式、車端部は換気のため内倒し式となっている。戸袋窓はないが、窓配置（車端側の幅が若干狭い）と扉の位置は313系に準じている。
前面は非貫通構造で、側を絞りくの字に後退角を付けてシンプルな平面構成にアクセントを付け、さらにつや消しブラックフィルムを貼り精悍なイメージを出している。路線は高架線主体の上踏切はなく、各駅にはホームドアも設置されていることから排障器は小型である。灯火類は前面の窓上、行先表示器左右にLED式の前照灯と後部標識灯を装備する。前面・側面の行先表示器は字幕式。

### 内装
本形式と製造メーカーは異なるが東日本旅客鉄道（JR東日本）の209系同様に内装部材はライトグレーのFRP成形品を用い、客用扉内側はステンレス無塗装仕上げである。座席は1人あたり460mmで区切った青色の片持ち式ロングシートとなっている。車椅子スペースは両先頭車の座席の一部を減らして設置されており、1編成あたり2台分を備える。戸閉装置（ドアエンジン）は空気圧による直動式（単気筒複動式）で、戸閉力弱め制御装置を備える。
落成当初は車内案内表示装置してLED文字スクロール表示式のものを千鳥配置で採用していたが、2023年から順次、縦横比16:9の液晶ディスプレイに更新されている。表示内容は、日本語（漢字・ひらがな）、英語、簡体中国語、ポルトガル語の4言語に対応している。
運転台はワンマン運転に対応しており、計器盤にはホーム監視用モニター画面を備える。マスコンハンドルは左手操作形のワンハンドル式で、力行1 - 5ノッチ、ブレーキには抑速ノッチが備えられている。運転席と客室間の仕切り部分は大阪市交新20系と共通である。
冷房装置は集中式の稼働率制御方式（ON/OFF制御方式）で能力48.84kW (42,000kcal/h・CU731形) 品が搭載されている。

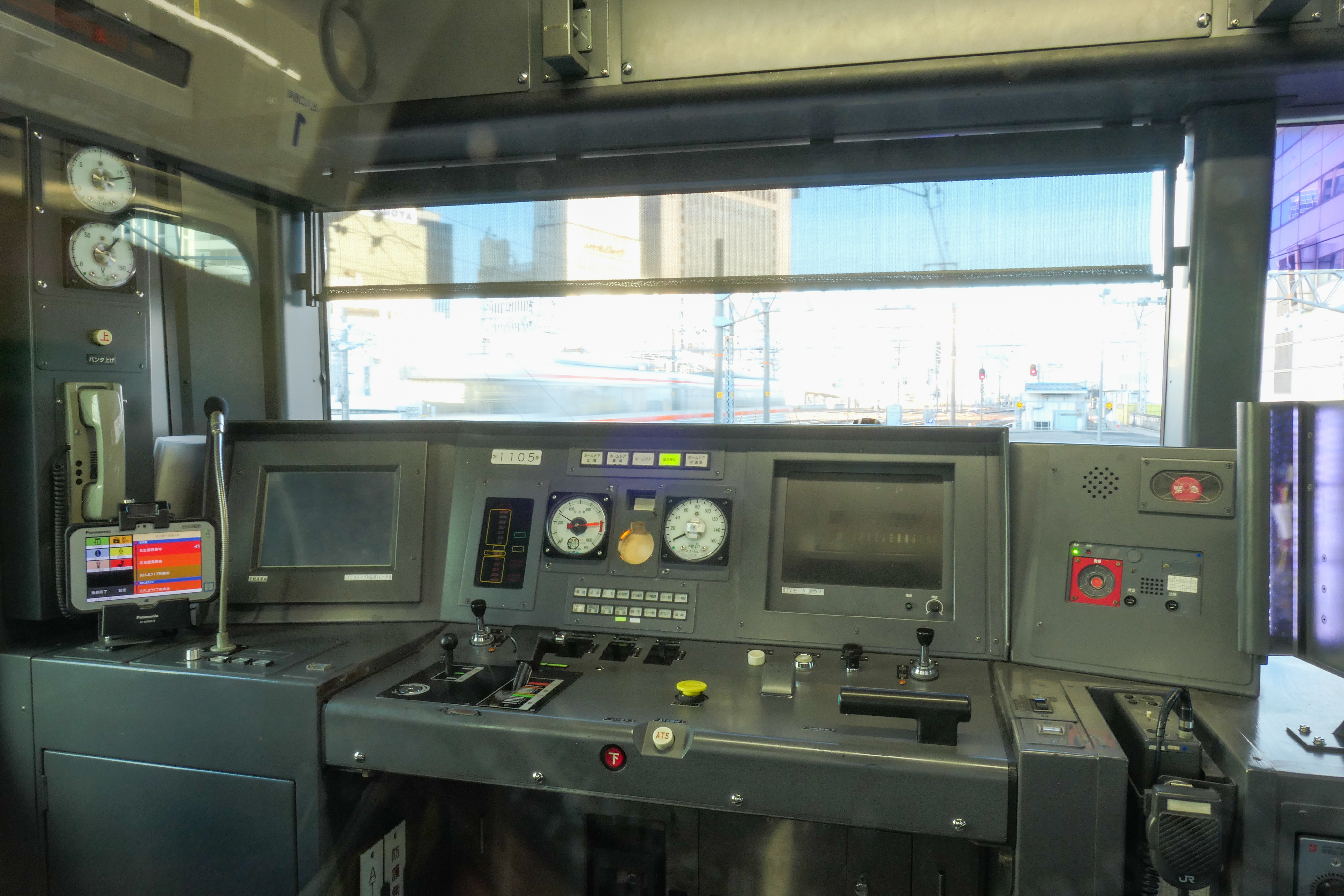
運転台
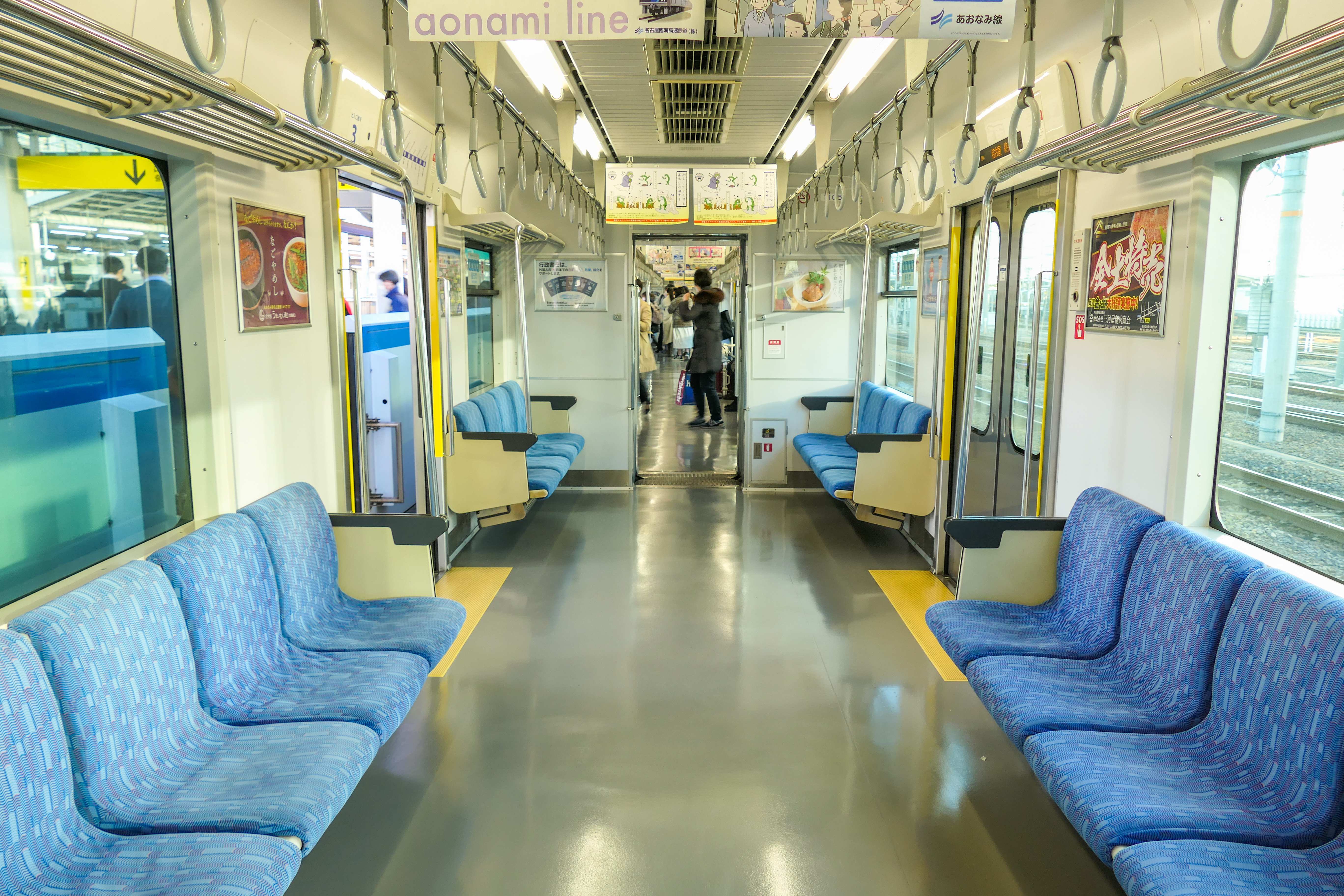
車内
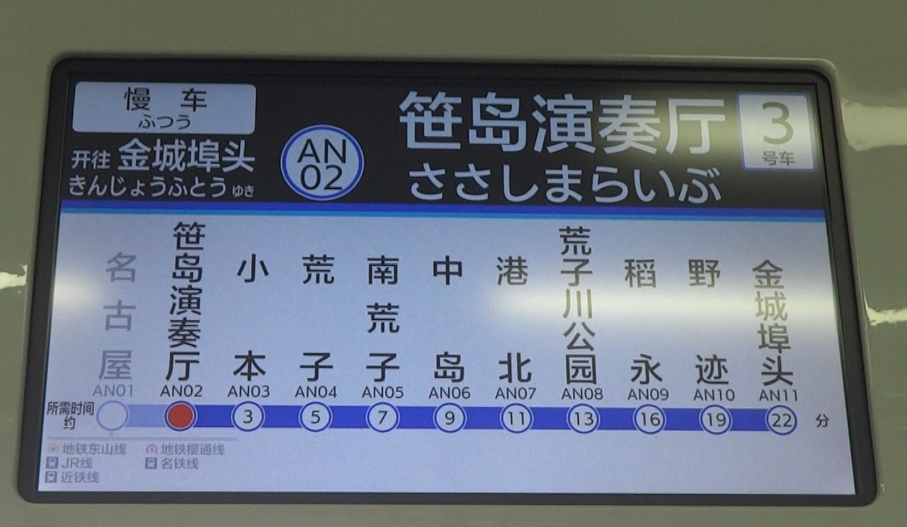
更新工事後に設置された旅客案内用液晶ディスプレイ

## 主要機器

### 制御装置
制御装置は東芝製のIGBT素子（1,700V - 1.200A）を使用した3レベルVVVFインバータ制御（ベクトル制御・オール電気ブレーキ対応）が採用されている。インバータユニットは1300形が走行用VVVFインバータのみの主電動機1C2M×2群制御だが、1200形は走行用VVVFインバータ1C2M×2群に加えて、1群を補助電源装置（静止形インバータ）一体形としたデュアルモード方式の3群構成となっている。平常時は2つを主回路制御、1つを補助電源に使用するが、補助電源が故障した場合は主回路側の1つを補助電源用に用いることを可能とし、冗長性を確保している。

### 主電動機
主電動機は三菱電機製の185 kW出力かご形三相誘導電動機（MB-5108-A）。 

### 補助電源装置
補助電源装置の定格容量は150 kVAで、出力電圧は三相交流440V。

### 台車
台車は日本車輌製造製の円錐積層ゴム式軸箱支持ボルスタレス台車で、電動台車はND734形、付随台車はND734T形となる。基本構造は両者とも共通化されており、基礎ブレーキ装置は片押し式のユニットブレーキとされている。

### ブレーキ
ブレーキ装置は回生ブレーキ併用の電気指令式空気ブレーキ（遅れ込め制御付）で、ブレーキ応答性向上のため台車中継弁を設置する。また直通予備ブレーキを有する。

### 保安装置
保安装置は、JR東海と同様のATS-P形が使用されている。あおなみ線では定位置停止装置（TASC）を使用しているが、桜通線などの様な自動列車運転装置（ATO）は装備されていない。なお、ノッチオフの後は停車するまでマスコンハンドル操作がないため、JR各社の車両に搭載されているEB装置の警報鳴動までの時間が60秒であるのに対して当車両は30秒に設定されている。

## 運用

### 神領車両区への回送

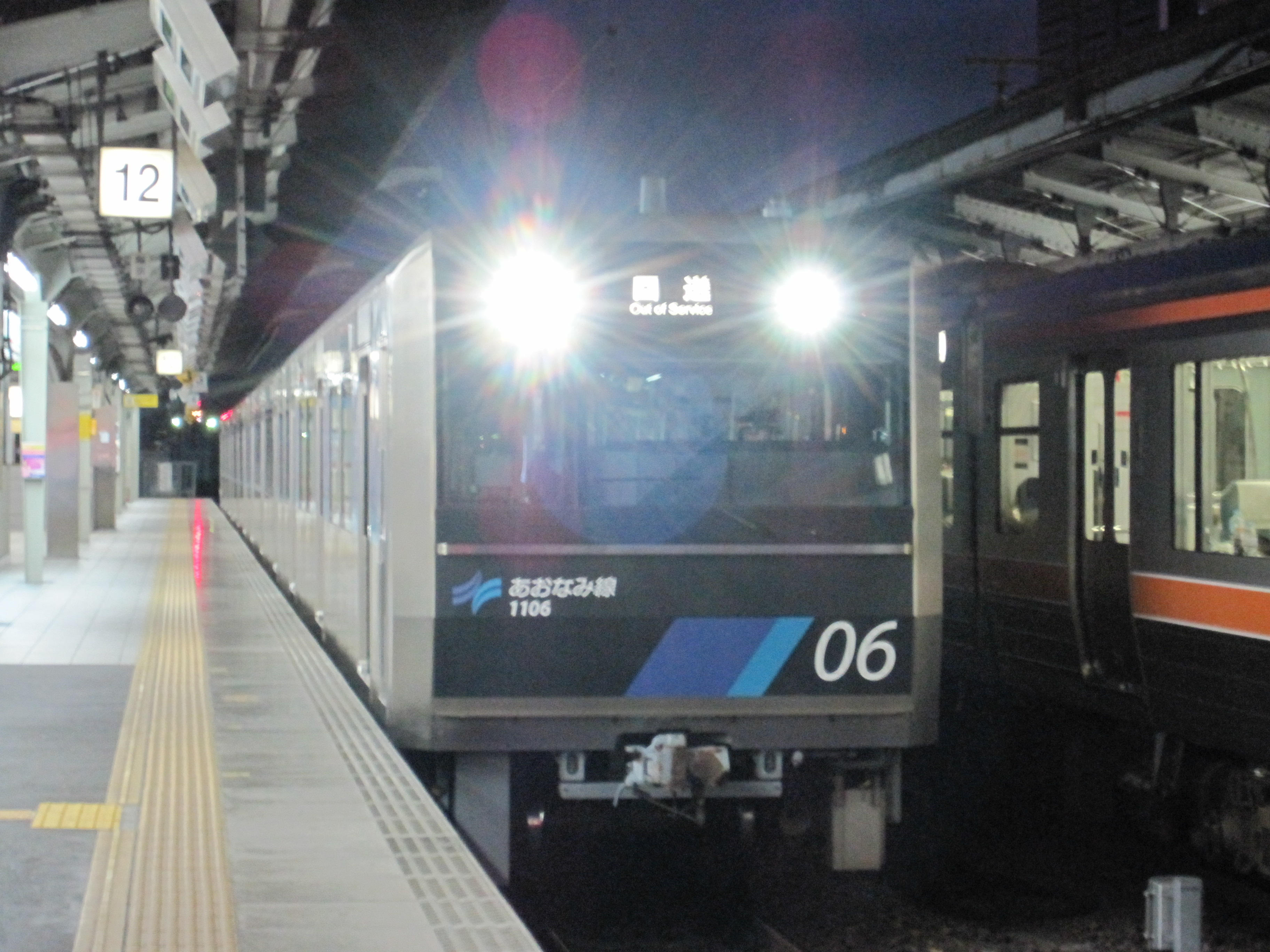
神領車両区に向かうため名古屋駅12番線停車中の06編成

あおなみ線の潮凪車庫では簡単な点検が行われるのみで、大規模な検査等はJR東海に委託されている。車輪削正が神領車両区で、重要部検査・全般検査は名古屋工場で実施される。そのため、中央西線を回送で走行することがある。ATS-PTの車上装置の取付けは2012年までに完了している。
回送の時は、名古屋駅でスイッチバックして回送して、JR東海名古屋工場の近くに停車する。

### ラッピング車両
- レゴランド・ジャパンラッピング
  - 2017年にはレゴランド・ジャパンが金城ふ頭に開業したことを記念して、第8編成がレゴランドラッピング車になった。

- エヴァンゲリオンラッピング
  - 2020年1月より、「エヴァンゲリオン中京圏プロジェクト〜名古屋・ささしまライブから世界へ発信〜」の一環として第5編成が「綾波レイ」をモチーフにしたラッピング車両として運行している。なお、2020年4月からは同プロジェクトが終了した後も、「綾波レイ」のラッピング車両が引き続き運行されるも、2021年3月13日からは中間車2両が装飾され､『シン・あやなみ線』として運行している。 当初は5月31日までの予定だったが8月31日まで運行が延長された。[10]

- 名古屋臨海高速鉄道開業20周年ラッピング
  - 2024年（令和6年）10月5日より、あおなみ線の開業20周年記念事業の一環として、ラッピング車両を運転。開業20周年記念ロゴ、同社キャラクター「あお鉄くん」などがラッピングされた[11]。

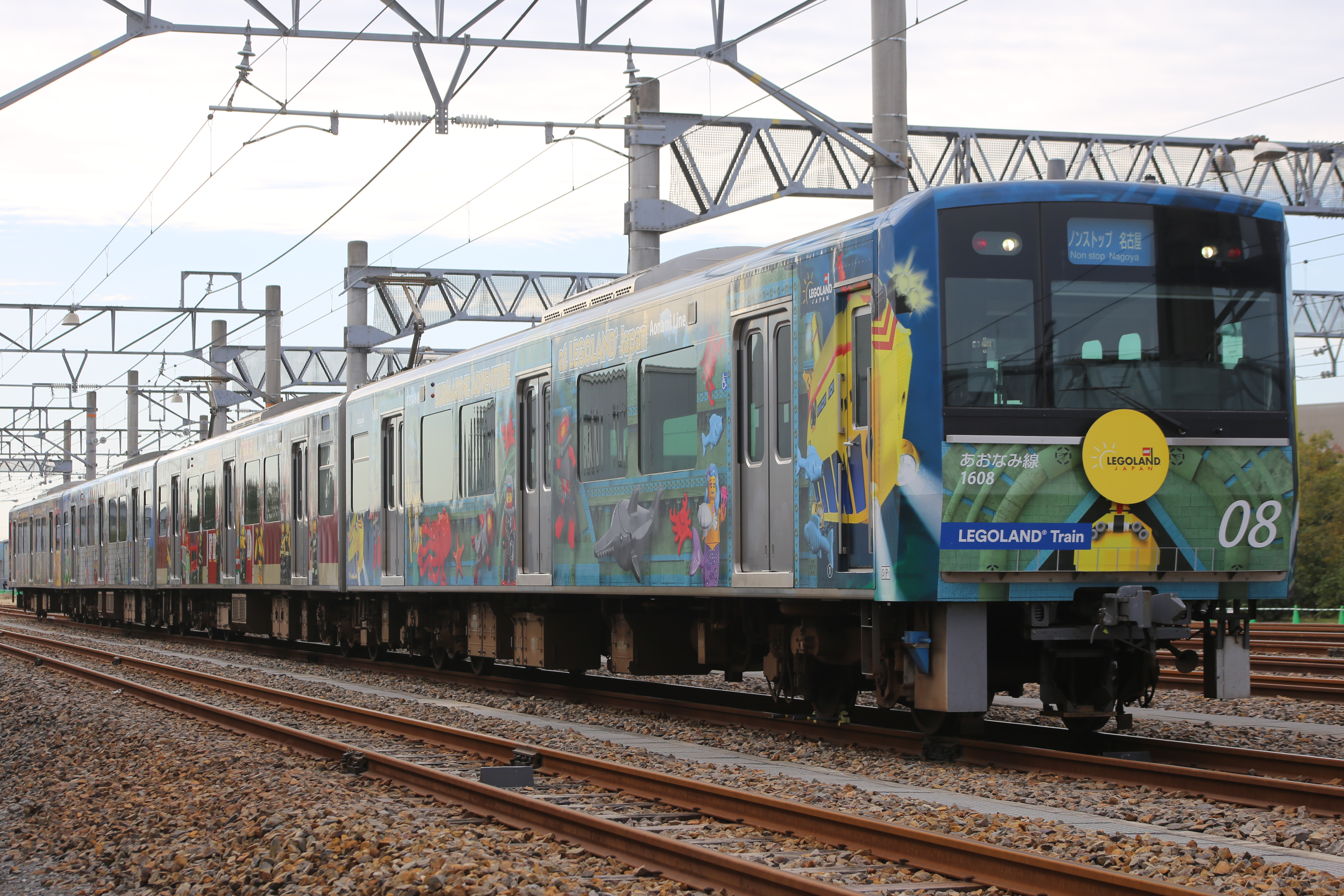
レゴランド　ラッピング車両
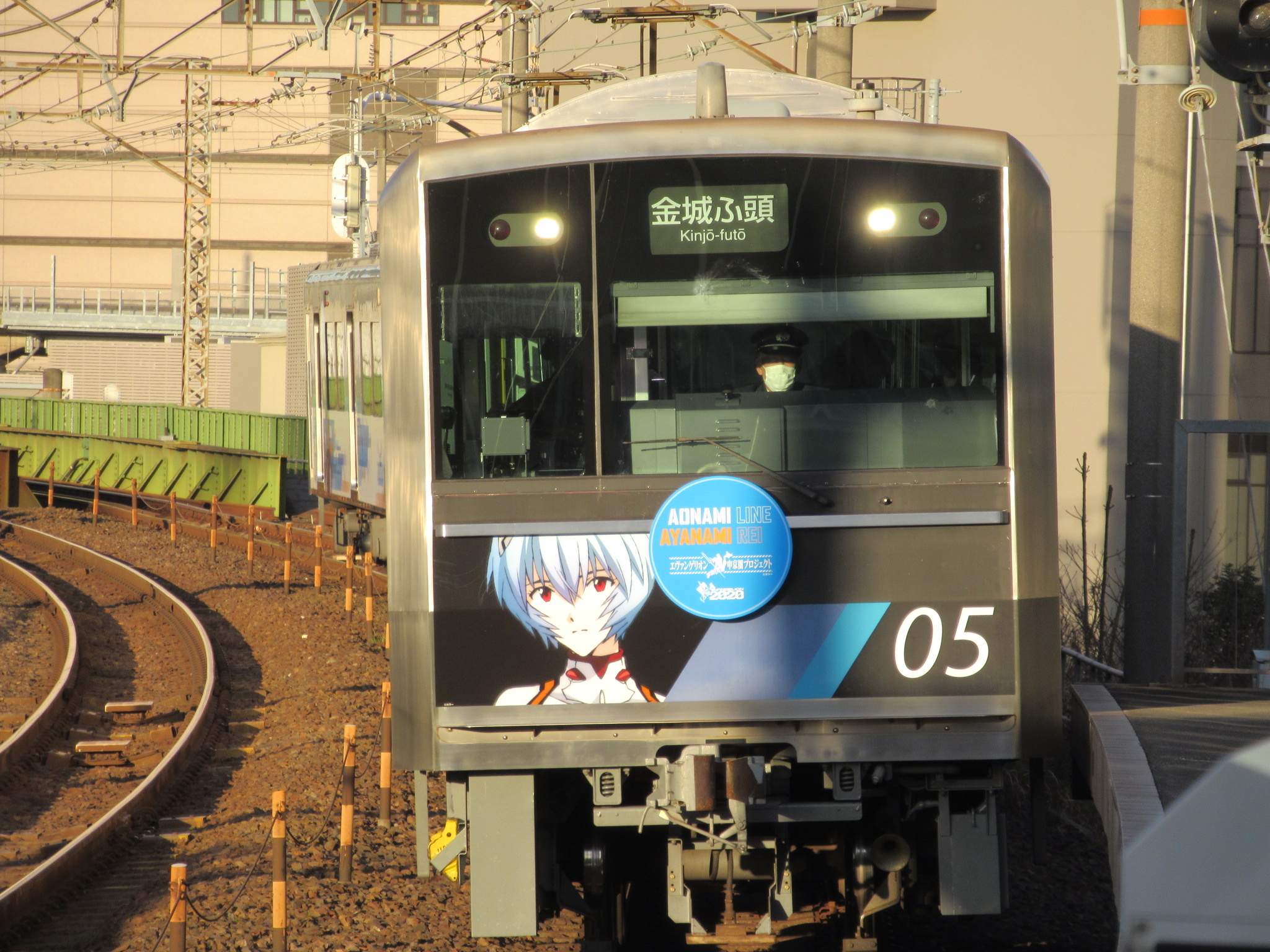
綾波レイ　ラッピング車両

## 編成表
|          | ← 金城ふ頭名古屋 → |              |              |              |
| 号車     | 1                  | 2            | 3            | 4            |
| 形式     | 1100形 (Tc1)       | 1200形 (M1)  | 1300形 (M2)  | 1600形 (Tc2) |
| 機器配置 | CP,BT              | VVVF+SIV     | VVVF         | CP           |
| 車両番号 | 1101 ： 1108       | 1201 ： 1208 | 1301 ： 1308 | 1601 ： 1608 |

凡例
- VVVF：VVVFインバータ装置、VVVF+SIV：補助電源装置一体形VVVFインバータ装置、CP：空気圧縮機、BT：蓄電池